# Theridion hartmeyeri
Theridion hartmeyeri là một loài nhện trong họ Theridiidae.
Loài này thuộc chi Theridion. Theridion hartmeyeri được Eugène Simon miêu tả năm 1908.